# Kerry North–West Limerick (circonscription du Dáil)
Kerry North–West Limerick est une circonscription électorale irlandaise de 2011 à 2016. Elle permet d'élire trois membres du Dáil Éireann, la chambre basse de l'Oireachtas, le parlement d'Irlande. L'élection se fait suivant un scrutin proportionnel plurinominal avec scrutin à vote unique transférable.

## Députés
Note : Les colonnes de ce tableau sont utilisées uniquement à des fins de présentation et aucune importance ne doit être attachée à l'ordre des colonnes. Pour plus de détails sur l'ordre dans lequel les sièges ont été remportés à chaque élection, voir les résultats détaillés de cette élection.

## Élections

### Élections générales de 2011
| Parti | Parti              | Candidat        | %    | Comptage | Comptage | Comptage | Comptage | Comptage | Comptage | Comptage |
| Parti | Parti              | Candidat        | %    | 1        | 2        | 3        | 4        | 5        | 6        | 7        |
| --- | ------------------ | --------------- | ---- | -------- | -------- | -------- | -------- | -------- | -------- | -------- |
| | Fine Gael          | Jimmy Deenihan  | 27,0 | 12 304   |          |          |          |          |          |          |
| | Parti travailliste | Arthur Spring   | 20,1 | 9 159    | 9 415    | 9 514    | 9 571    | 9 947    | 10 685   | 12 245   |
| | Sinn Féin          | Martin Ferris   | 20,3 | 9 282    | 9 440    | 9 489    | 9 540    | 9 784    | 10 164   | 11 416   |
| | Fine Gael          | John Sheahan    | 13,8 | 6 295    | 6 677    | 6 726    | 6 781    | 6 892    | 7 142    | 8 044    |
| | Fianna Fáil        | Tom McEllistrim | 11,5 | 5 230    | 5 275    | 5 306    | 5 329    | 5 451    | 5 678    |          |
| | Sans étiquette     | Bridget O'Brien | 3,2  | 1 455    | 1 477    | 1 521    | 1 577    | 1 950    |          |          |
| | Sans étiquette     | Mary Fitzgibbon | 1,5  | 706      | 722      | 765      | 849      |          |          |          |
| | Sans étiquette     | Sam Locke       | 1,1  | 486      | 492      | 498      | 519      |          |          |          |
| | New Vision         | Mick Reidy      | 0,8  | 357      | 362      | 373      |          |          |          |          |
| | Parti vert         | Tom Donovan     | 0,5  | 239      | 247      |          |          |          |          |          |
| | Sans étiquette     | John McKenna    | 0,2  | 101      | 103      |          |          |          |          |          |
| Électorat : 63 614 Valide : 45 614 Non valide : 413 (0,9%) Quota : 11 404 Participation : 46 027 (72,4%) |                    |                 |      |          |          |          |          |          |          |          |